# 李傲然
李傲然（英語：Owan Li），香港政治人物，民主派、本土派人士，前香港油尖旺區議會大角咀北選區議員。

## 簡歷
於香港理工大學主修社會政策及行政、副修翻譯，在學期間曾擔任學生代表聯席召集人、校董會學生代表、教務會學生代表等職務。曾於已結業補習社星河教育及韻喬教育任教香港中學文憑試中國語文科、中國文學科及通識教育科，擔任油尖旺區議員前亦曾任職電訊公司之技術支援經理
。

## 香港理工大學校董會學生代表選舉
就讀香港理工大學期間曾參與校董會學生代表（本科生組別）選舉，於2018年得票1,031票當選
、2019年得票2,044票，以八成信任票的姿態連任成功，成為創校以來首位連任之學生校董。

## 2018理大民主牆事件
2018年9月底，適逢2014年雨傘運動4周年，有人於香港理工大學校內民主牆貼上「香港獨立」的標語，校方要求學生把民主牆還原及釘上紅紙遮蓋民主牆，但根據閉路電視片段，護理系碩士生何俊謙撕毀紅紙。時任理大學生會會長林穎恒、時任學生校董李傲然、護理系碩士生何俊謙等人遂於10月4日未獲授權下進入李嘉誠樓18樓的校長辦公室拍門，要求校方管理層交代民主牆被校方釘上紅紙事件，暫任副校長（學生事務）沈岐平及學務長莫志明兩人到現場勸喻學生離開及稱10月6日才回應。沈岐平及莫志明嘗試離開期間與學生發生碰撞及倒地。2019年3月1日，發表紀律調查結果指該4名學生損害香港理工大學聲譽，其中李傲然被理大紀律聆訊委員會要求於畢業前完成社會服務令120小時。

## 參選區議會
2019年區議會選舉，李傲然出戰大角咀北選區，以二百多票之差勝選，並積極考慮參選2020年立法會選舉，唯及後(2020年5月3日)表示為了民主派的團結和顧全大局，不會以名單第一位參與是屆立法會選舉。
2021年7月8日於社交網站宣佈辭任區議員一職，將於2021年7月9日生效，並指出任區議員「絕對是我人生最光輝的一頁」。
| 政党   | 政党     | 候选人    | 票数  | %     | ±      |
| ------ | -------- | --------- | ----- | ----- | ------ |
|        | 民建聯   | ①. 劉柏祺 | 3,028 | 47.84 | -18.05 |
|        | 民主動力 | ②. 李傲然 | 3,301 | 52.15 | 不適用 |
| 多数票 | 多数票   | 多数票    | 273   | 4.31  | 不適用 |

## 區議會及社區工作

### 評許冠傑惹爭議
2020年4月12日，李傲然在社交網批評歌神許冠傑屬「上一年代產物」，對於90後、00後沒有共鳴。更指上一代人所提倡的「獅子山下精神」，現今年輕一代「聽完都係得啖笑」。
事由，歌手許冠傑於2020年4月12日舉行《2020許冠傑同舟共濟Online》，為抗疫的港人獻唱打氣，但開騷前被特首林鄭月娥「加持」，意外捲入一場政治和世代爭論。DJ陳海琪批評李傲然「膚淺到令人震驚」、「以為自己的『年青』就可目空一切」、「怎樣對世情的掌握亦未有分寸」，反問：「香港如何走過來，如何茁壯成長，如何生根，如何成就經典，你們其實懂嗎？甚麼是本土也沒弄個明白，社會的文化藝術語言和演化的歷史，有幾多暸解？長大成人起碼要知道尊重。」
及後，李傲然（14日）再在社交網回應，否認自己不尊重上一代的歌手，指出他實際上希望透過貼文想帶出的只是不同世代面對的困難不一樣，不必強迫他人接受同一套價值觀，唯有百花齊放，社會就會有將來。

### 跟進健身中心不良銷售手法求助個案
擔任油尖旺區議員期間，曾多次協助市民就健身中心不良銷售手法取回公道，更多次親身陪同事主到健身中心理論。 同時亦指出，政府宣傳教育不足，而且未有就相關條例作出規管，建議政府要向執業的公司提供指引，避免市民誤墮法網和引起糾紛。在通報海關要求嚴肅跟進後，海關亦有作出行動，在同類型的事件中拘捕多人，後被法庭囚9至20個月，成為商品說明條例修訂後刑罰最重的案件。

### 關注不適切住屋問題
以油尖旺區議會房屋事務委員會主席身份，多次就油尖旺區內不適切住屋問題發表意見，當中包括油尖旺區議會房屋事務委員會聯同關注綜援低收入聯盟及宏恩基督教學院社會工作學院，於2020年11月至2021年2月期間，在油尖旺區進行社區調查推算區內不適切住屋單位情況。李傲然曾指出現行的制度是無法保障劏房租戶，若修改已有計劃可加快推動時間，更指不希望惡劣的衛生環境讓油尖旺區成下一個疫區。

### 協助處理明愛向晴軒遺失121名理大生資料事件
於2020年9月17日，明愛向晴軒發表聲明指，一名社工於9月4日，遺失載有 121 名理大學生情緒支援求助人的個人資料和對話內容的 USB。李傲然收到理大學生求助，去信明愛要求交代，惟等候三星期才收到書面回覆。面對明愛拖延交代，李傲然聯同其中一名受影響學生舉行記者會，表明不會只等待回覆，並會與求助人討論作出進一步法律行動，如民事索償，及聯同其他求助人作集體訴訟。

### 昂船洲載金屬貨船大火
青衣南對開昂船洲於2021年6月2日發生三級大火，一艘盛載金屬材料的躉船突然起火，異味傳遍西九龍，葵青多個屋苑近因濃煙而導致火警警鐘誤鳴，當局於起火後5小時才向公眾通報事件。李傲然聯同多位區議員召開記者會，批評當日多個政府部門反應緩慢，認為事件揭露政府在緊急應變措施上存在極大漏洞，促請政府改善緊急應變機制，以提升公眾通報效率。事件揭露政府溝通機制出現漏洞，做事因循，遂要求改善有關機制，防止再有同類事件。

### 跟進大角咀大同新村聖德肋撒幼稚園校長濫權事件
在任油尖旺區議員期間，李傲然收到多宗投訴，表示大角咀大同新村聖德肋撒幼稚園校長胡肖霞於2021年初要求3名教師在辦公時間到其寓所畫壁畫，其間毋須回校工作，教務由其他教員分擔。時任油尖旺區議員李傲然形容事件非常嚴重，並會陪同涉事教師向教育局投訴。該校校長胡肖霞並無否認，更指有否公器私用之嫌，她說「見仁見智」。。然而事件被揭發後，胡肖霞向相關仍在任教的教師報復，包括疑似情緒失控，衝入正在上課的 K3 課室，指罵老師「惡毒陰險」、「黑心」及「畜牲」，師生受驚痛哭。亦有家長向時任油尖旺區議員李傲然反映，學童不應在這個年齢接觸到這些字眼。教育局最終於2021年7月下旬書面回覆經已辭任區議員職位的李傲然，證實胡肖霞公器私用及辱罵教師的指控屬實，教育局會要求校方對校長採取紀律行動，當局則會繼續跟進其專業操守問題。

### 跟進大角咀大同新村聖德肋撒幼童被拍裸照事件
在離任區議員前，李傲然亦收到匿名投訴，指大角咀大同新村聖德肋撒幼稚園被指涉嫌拍攝學生裸照，指於2021年6月底有一名女童在班上情緒失控，並自行脫去全身衣服，班主任向一名主任報告後，校長胡肖霞要求老師以學校手機拍下女童情況，待日後有家長投訴的話作為證據是學生自身問題，在場老師拒絕，但該主任遵從拍下照片。經過調查後，在離任區議員一職仍向傳媒揭發事件，並已向教育局投訴。教育局回覆傳媒表示，相關指控涉及學生福祉會嚴肅處理，在知悉事件後已即時跟進。

### 熱衷時事評論
李傲然對時政關心，經常向報章投稿。發表自己對社會事件的觀點。即使離任區議員後，亦在香港民意研究所定期的民意數據參與評論，繼續時事評論的工作。

## 軼事

### 外賣事故
李傲然在任區議員工作時，因為工作繁忙而經常使用不同外賣平台，但經常性出現漏單，而且只限他本人出現、倒瀉食物和飲品等意外的情況，因此時常會在社交網站平台對意外有所怨言，情況近來似乎愈見嚴重。

## 外部連結
- . www.facebook.com.   [30 November 2019]. （原始内容存档于2021-01-08）.